# Енем (аеропорт)
Енем — аеропорт місцевих повітряних ліній в Адигеї. Розміщений за 1.5 км на схід від селища Енем (за 300 м на схід від залізничної лінії Краснодар—Кримськ), за 5 км південніше Краснодару. Офіційна назва «Краснодар (Энем)».
Аеродром «Енем» 4 класу, здатний приймати літаки Л-410, Ан-2 і легші, а також гелікоптери всіх типів. Найбільша злітна вага повітряного судна — 20 т.
Використовується також Краснодарським аероклубом РОСТО.
Провідним аеропортом Краснодара є аеропорт «Пашковский».